# Grethe Kausland
Grethe Kausland (født 3. juli 1947 i Horten i Vestfold, død 16. november 2007) var en norsk sangerinde, skuespiller og revyartist. 
Hun blev landskendt allerede som barn under artistnavnet "Lille Grethe".
Kausland havde i mange år et nært samarbejde med revygruppen Dizzie Tunes og spillede med i flere spillefilm og TV-serier. Hun havde hovedrollen i Ivo Caprinos første spillefilm "Ugler i mosen" fra 1959 og spillede også med i to af de danske familiefilm om Far til fire: Far til fire og onkel Sofus og Far til fire og ulveungerne
I 1972 repræsenterede Kausland Norge i den internationale finale i Melodi Grand Prix med sangen "Småting" sammen med Benny Borg. Hun fik prisen for bedste kvindelige artist under Spellemannprisen 1978 for albummet A Taste of....
16. november 2007 døde hun af kræft, som 60 år gammel og efterlod sig to voksne børn.

## Roller i film og TV-serier
- 1957: Far til fire og onkel Sofus – Lille Grete
- 1957: Selv om de er små  – Brit Helle
- 1957: Smuglere i smoking – Lille Grethe
- 1958: Far til fire og ulveungerne – Lille Grete
- 1959: Ugler i Mosen – Maren
- 1975: Tut og kjør – Malla
- 1979: Vi spillopper
- 1994: Over stork og stein – Astrid
- 1996: D'ække bare, bare Bernt – Vera Branteberg
- 1998: Karl & Co – Fru Frantsen
- 1998: Solan, Ludvig og Gurin med reverompa – Solan Gundersen
- 1999: Jul i Blåfjell  – Mamsen
- 2002: Jul på Månetoppen – Mamsen
- 2005: Brødrene Dal og mysteriet med Karl XIIs gamasjer – Professor Bodil Surkle-Fæhrt